# North Liberty (Iowa)
North Liberty è una città degli Stati Uniti d'America, situata nello Stato dell'Iowa, nella Contea di Johnson. Fa parte dell'area metropolitana di Iowa City.